# ثنيان خالد
ثنيان خالد أو تون (23 يوليو 1992) هو صانع محتوى ومدون مرئي سعودي، لديه قناة شهيرة على يوتيوب وحصل على جائرة الاعلام الجديد كأحد أكثر عشرة مؤثرين في وسائل التواصل والاعلام الجديد في المملكة العربية السعودية.

## حياته
من مواليد مدينة الخُبر في المنطقة الشرقية في المملكة العربية السعودية.

## الشهرة
حقق ثنيان شهرته من خلال تصويره لحياته كمبتعث وبثها على اليوتيوب، وقد أنشأ قناته على اليوتيوب في 28 يوليو 2010 ولكن شهرته الحقيقية بدأت في 2016 عندما وصل عدد المشتركين في قناته إلى أكثر من مليون مشترك. انضم لقناته بحلول 17 نوفمبر 2017 أكثر من 2.5 مليون مشترك ووصل عدد مشاهدات مقاطعه إلى أكثر من 404 مليون مشاهدة.
ظهر ثنيان في مقطع له في تقرير لأحمد عاشور عرض على قناة الجزيرة بعنوان "مشاهير اليوتيوب تنافس مشاهير هوليود"، كما شارك في ملتقى شوف بنسخته الرابعة (ملتقى الإعلام المرئي الرقمي) الذي نظمته مؤسسة محمد بن سلمان بن عبد العزيز الخيرية (مسك الخيرية).
وأيضاً فقد كان أحد الفائزين بجائرة الاعلام الجديد كأحد أكثر عشرة مؤثرين في وسائل التواصل والاعلام الجديد في المملكة العربية السعودية.
وفي 21 سبتمبر 2019 فاز بجائزة اختيار أطفال نكلوديوين كأفضل فلوقر من بين المرشحين لؤي ساهي، فيحان، روزا.

## الجوائز
| السنة | الجائزة                               | الفئة               | النتيجة | مراجع         |
| ----- | ------------------------------------- | ------------------- | ------- | ------------- |
| 2017  | جائزة الإعلام الجديد - وزارة الثقافة  | الأكثر تأثيرًا       | فوز     | [ 7 ] [ 8 ]   |
| 2019  | جائزة اختيار أطفال نكلوديون - أبو ظبي | أفضل فلوقر          | فوز     | [ 9 ] [ 10 ]  |
| 2020  | جائزة اختيار أطفال نكلوديون           | النجم العربي المفضل | فوز     | [ 11 ] [ 12 ] |